# La Nouvelle République des Pyrénées
Cet article possède un paronyme, voir La République des Pyrénées.
La Nouvelle République des Pyrénées, communément appelée « La NR », est un quotidien du groupe La Dépêche du Midi diffusé dans le département des Hautes-Pyrénées.
Son siège se trouve à Tarbes, préfecture des Hautes-Pyrénées. Le journal compte par ailleurs des agences à Lourdes et Lannemezan.

## Historique
La Nouvelle République des Pyrénées commence à paraître en 1944, après la Libération, celle de Tarbes ayant eu lieu les 18 et 19 aout 1944. Le nouveau journal prend la place du journal Le Républicain des Hautes-Pyrénées (1917-1944), au 50 avenue Bertrand Barère.
Le premier numéro de La NR, tiré à 50 000 exemplaires, est publié le jeudi 24 août 1944, avec en sous-titre « Organe du Comité départemental de Libération des Hautes-Pyrénées » [C.D.L]. La Une invite la population à fêter la libération de Tarbes « à 15h30 sur les allées Nationales ».

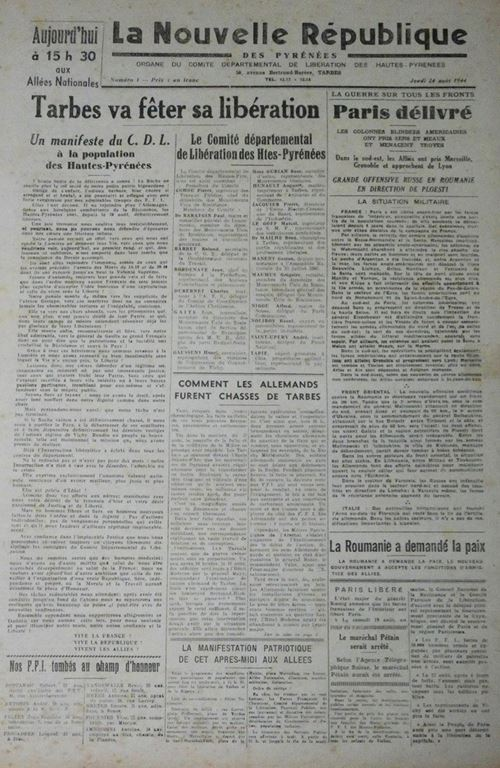
Une du premier numéro de La Nouvelle République des Pyrénées, publié le 24 août 1944

Ancien journaliste de La Dépêche de Toulouse avant- guerre, chef du service départemental de renseignements des M.U.R. et membre du C.D.L., Jean Gaits avait reçu la charge de lancer le journal dont la mission était de « maintenir l’unité et l’esprit de la Résistance, de redonner à la presse un caractère démocratique et une pleine liberté d’expression »
Les premiers numéros visent à participer au rétablissement de l'ordre. Ainsi, les « consignes et les mots d'ordre » du C.D.L en matière de ravitaillement, de réquisitions et de « police de la circulation » figurent en bonne place dans le journal. Les rédacteurs s'emploient également à donner des nouvelles de Paris et des fronts de l'est de l'Europe.
Le C.D.L. avalise ensuite la constitution de la Société Tarbaise d’Editions (S.T.E.) propriétaire du titre et gérante du nouveau journal. La S.T.E. comprend quatorze associés à part égale, hommes politiques, syndicalistes et journalistes issus des rangs de la Résistance. Parmi eux figurent notamment Pierre Cohou, président du C.D.L. et maire de Tarbes après la Libération, Marcel Biard et André Saint-Upéry, militants communistes, Roland Barret, militant cégétiste, Charles Dubernet, militant de l’Action chrétienne, Gaston Manent, ancien député radical, François Alicot, Guy Etienne et Jean Gaits, journalistes. Ces deux derniers assurent au début l’administration de la S.T.E. puis Jean Gaits en devient directeur le 4 septembre 1944.
Au début des années 50, la NR fait partie des quatre seuls quotidiens du département des Hautes-Pyrénées ayant résisté à la période d'après-guerre. L’acquittement de Pierre Dupuy, ancien propriétaire du Républicain accusé de collaboration, le 10 juillet 1951, bouleverse l’ordre des choses établi en 1944 pour La Nouvelle République. La société Excelsior Publications, présidée par son neveu, trouve un compromis avec la S.T.E. Le 7 décembre 1955, une nouvelle société est créée afin de gérer le journal : la Société pyrénéenne d’éditions et d’imprimerie (S.P.E.I.). Excelsior Publications possède 57,8% du capital, et la S.T.E. 42,2%. Cette dernière conserve la propriété du titre. La famille Dupuy obtient la présidence de la S.P.E.I., mais la S.T.E., en la personne de Jean Gaits, conserve la direction générale et la politique rédactionnelle.
Quotidien du soir, La NR allait ainsi continuer son existence et devenir une institution locale. Elle paraît tous les jours, sauf le dimanche, entre 15 et 16 heures.
En octobre 1970, Excelsior Publications met en vente ses parts de la S.P.E.I. Sollicitée en premier par Jacques Dupuy, la S.T.E. ne disposait pas des 300 millions de francs demandés. La Dépêche du Midi intéressée se retire face à la Socpresse, une filiale du groupe Hersant, qui rachète les parts de la famille Dupuy. Patrick Hersant puis André Audinot président successivement la S.P.E.I. mais Jean Gaits conserve la direction du journal jusqu’en 1979, date à laquelle son fils Claude lui succède.
En 1982, le Groupe La Dépêche du Midi acquiert les parts de la Socpresse, à la suite d'une restructuration du Groupe Hersant et devient majoritaire. Ainsi, Jean-Michel Baylet devient le 1er février 1982, le PDG de la S.P.E.I. tandis que Claude Gaits conserve la direction générale et la rédaction en chef du journal. En 1996, le Groupe Dépêche annonce dans un communiqué de presse avoir pris le contrôle de la Société Tarbaise d'Edition (S.T.E) et détient ainsi l'ensemble des parts du journal.

## Innovations et adaptations
Au fil des ans, les changements au sein de la NR ont été nombreux. Le groupe Hersant investit dans la modernisation du journal qui passe de la typographie à la photocomposition et à l’offset en 1978. Sous l'égide du Groupe Dépêche, la modernisation technique est poursuivie avec l’introduction de la quadrichromie en 1986. En septembre 2000, La NR change de format et passe au « tabloïd » puis en 2003, au format « berlinois », son format actuel. La dernière rotative tarbaise est vendue en 2002, à une société de presse basée en Angola. Depuis, la NR est imprimée à Toulouse, à La Dépêche. Cette date coïncide avec l'arrêt de la publication de La Nouvelle République le soir au profit du matin.
En 2014, alors qu'elle fête ses 70 ans d'existence, la NR aborde les défis du XXIe siècle : réseaux sociaux, multimédia, vidéo, elle se déploie sur les nouveaux supports et lance également son propre site internet.
Depuis le 10 avril 2023, La Nouvelle République des Pyrénées parait désormais les jours fériés hors dimanches.

## Anecdote marquante
Le 8 janvier 1996, La Nouvelle République est le premier quotidien de France à annoncer la mort de François Mitterrand, l'information ayant été communiquée par l'entourage de l'ancien président de la République dans la matinée. À cette époque, la NR est le dernier journal de France à sortir de l'imprimerie en début d'après-midi, « Le Monde » sort lui, le soir. En moins de trois heures, la rédaction boucle une édition spéciale et parvient à retrouver tous les documents et retirer toutes les photos, retraçant l'ensemble des visites de l'ancien chef de l'État dans les Hautes-Pyrénées. Ce journal, aujourd'hui encore est prisé par les collectionneurs.

## Suppléments et publications additionnelles
Un supplément, TV Hebdo, devient disponible à partir de 1997. Une dizaine d'années plus tard, il sera remplacé  par TV Mag, puis à partir de janvier 2023, par Diverto, un magazine hebdomadaire dédié à l'univers de la télévision et des plateformes SVOD. Historiquement distribué le jeudi, le supplément est désormais livré, depuis janvier 2024, le samedi. La livraison mutualisée avec d’autres produits de distribution du Groupe La Dépêche du Midi permet de réduire les kilomètres parcourus, économisant ainsi 36 400 km et 8 000 kg de CO2 chaque année.

## Diffusion
L'Alliance pour les chiffres de la presse et des médias (ACPM) a mesuré une diffusion (en 2019) de 8 907 exemplaires.
Aides à la presse d'information : en 2022, La Nouvelle République des Pyrénées est le 38e média en montant de subventions d'aides à la presse en France avec 404 000 euros d'aide directe.